# Arsu

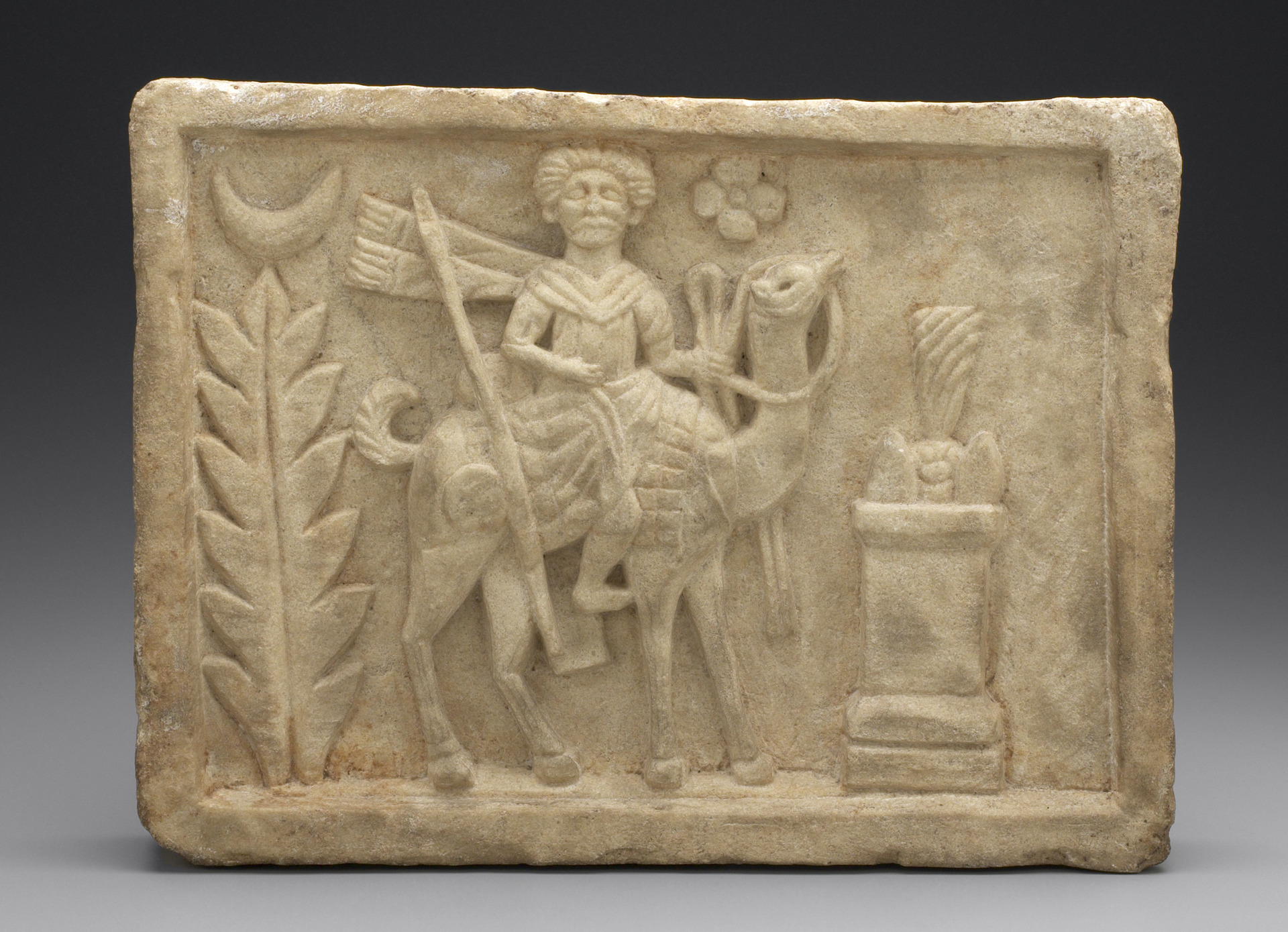
Relief mit dem Gott Arsu, aus dem Adonis-Tempel in Dura Europos

Arsu ist ein Gott, der im Altertum besonders in Palmyra, aber auch an anderen Orten im Nahen Osten verehrt wurde. Arsu, der in griechischen Inschriften in Palmyra als Ares bezeichnet wird, wird in diversen Inschriften genannt, aus denen hervorgeht, dass ihm in der Stadt ein Tempel geweiht war, der zu den vier wichtigsten Gotteshäusern der Stadt gehörte.
Arsu wird meist als Kamelreiter und Soldat dargestellt und steht in enger Verbindung mit dem Gott Azizu, der als sein Bruder angesehen wurde. Auf der Decke im großen Ba’al-Tempel der Stadt erscheint er als Planet, der um Jupiter/Baal kreist. Azizu wurde als der Morgenstern, Arsu als der Abendstern angesehen. Beide Gottheiten übten Funktionen als Schutzgottheiten aus. Das Gottespaar ist auch von anderen Orten, oftmals mit leicht abgeänderten Namen bezeugt. In Edessa wurde er Monimos genannt, erscheint hier aber auch an der Seit von Azizu.